# Senat Müller II
Der Senat Müller II war vom 8. Dezember 2016 bis zum 21. Dezember 2021 die Landesregierung von Berlin. Es war die erste rot-rot-grüne Landesregierung in der Bundesrepublik, die unter Führung der Sozialdemokratischen Partei Deutschlands (SPD) stand. Dem Senat gehörten elf Mitglieder an, zwei Senatoren mehr als im vorherigen Senat Müller, einer Koalition der SPD mit der CDU, die bei den Wahlen zum Abgeordnetenhaus von Berlin am 18. September 2016 ihre Mehrheit verloren hatte.
Neben dem Regierenden Bürgermeister Michael Müller (SPD) gehörten vier Senatsmitglieder der SPD an, drei den Linken und ebenfalls drei den Grünen.
Die Höchstzahl der Senatoren war nach einer Änderung der Landesverfassung von acht auf zehn erhöht worden. Unter anderem wurde die Senatsverwaltung für Stadtentwicklung und Umwelt auf die neuen Ressorts Stadtentwicklung und Wohnen sowie Umwelt, Klimaschutz und Verkehr aufgeteilt. Zudem wurde das Ressort Kultur und Europa aus der Senatskanzlei ausgegliedert, dafür das Ressort Wissenschaft und Forschung der Senatskanzlei angegliedert. Letzteres wurde damit vom Regierenden Bürgermeister mitgeleitet.

## Regierungsparteien
Die Regierung wurde aus folgenden Parteien gebildet.
| Partei | Partei                                        | Landesparteivorsitzende/-r | Politische Ausrichtung                                        | Europäische Partei/Fraktion |
| ------ | --------------------------------------------- | -------------------------- | ------------------------------------------------------------- | --------------------------- |
|        | Sozialdemokratische Partei Deutschlands (SPD) | Michael Müller             | Sozialdemokratie, Progressivismus, demokratischer Sozialismus | SPE/S&D                     |
|        | Die Linke (Linke)                             | Katina Schubert            | Demokratischer Sozialismus, Antikapitalismus                  | EL/GUE/NGL                  |
|        | Bündnis 90/Die Grünen (Grüne)                 | Nina Stahr Werner Graf     | Grüne Politik, Linksliberalismus                              | EGP/Grüne/EFA               |

## Kabinett

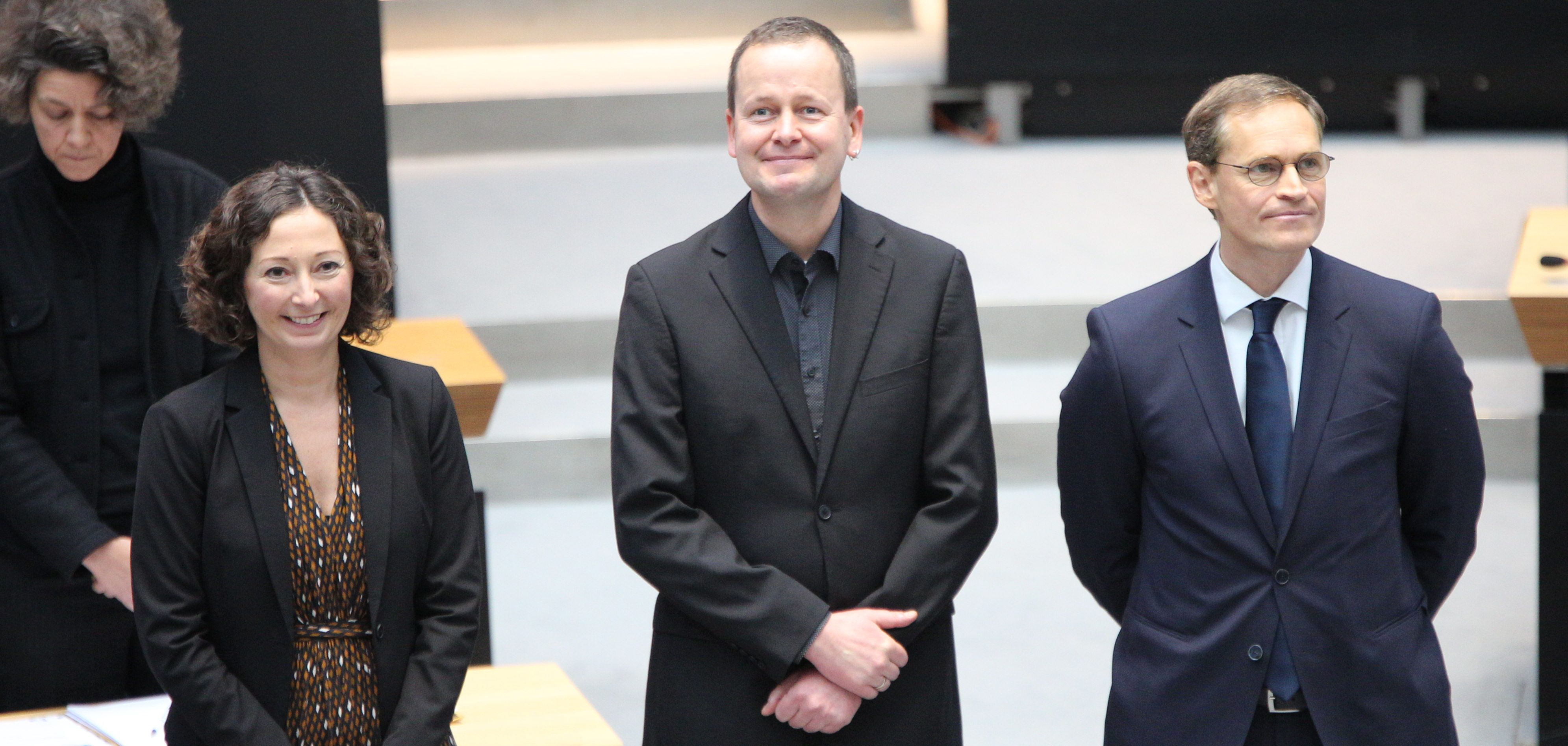
Der Regierende Bürgermeister Michael Müller (SPD, rechts), sowie die zwei Bürgermeister Klaus Lederer (Die Linke, mitte) und Ramona Pop (Bündnis 90/Die Grünen, links) bei der Vereidigung des Senats am 8. Dezember 2016

Die aufgeführten Staatssekretäre waren nicht Mitglieder des Senats und von deren Amtszeit unabhängig. Im Regelfall sind die Staatssekretäre Beamte auf Lebenszeit, im Ausnahmefall zunächst Beamte auf Probe. Als politische Beamte können sie jederzeit ohne Angabe von Gründen in den einstweiligen Ruhestand versetzt oder – bei noch nicht erreichtem Versorgungsanspruch – aus dem Beamtenverhältnis entlassen werden.
| Amt | Bild | Name                                                                          | Partei                                                                       | Partei | Staatssekretäre                                                                                     | Partei    | Partei    |
| --- | --- | ----------------------------------------------------------------------------- | ---------------------------------------------------------------------------- | --- | --------------------------------------------------------------------------------------------------- | --------- | --------- |
| Regierender Bürgermeister (ist zudem für das Ressort „Wissenschaft und Forschung“ zuständig) Senatskanzlei | | Michael Müller                                                                |                                                                              | SPD | Björn Böhning (bis März 2018) Christian Gaebler (ab April 2018) Chef der Senatskanzlei sowie Medien |           | SPD       |
| Regierender Bürgermeister (ist zudem für das Ressort „Wissenschaft und Forschung“ zuständig) Senatskanzlei | Steffen Krach (bis Oktober 2021) Wissenschaft und Forschung                                                                           | Michael Müller                                                                |                                                                              | SPD | |           | SPD       |
| Regierender Bürgermeister (ist zudem für das Ressort „Wissenschaft und Forschung“ zuständig) Senatskanzlei | Sawsan Chebli Bevollmächtigte beim Bund sowie Bürgerschaftliches Engagement und Internationales                                       | Michael Müller                                                                |                                                                              | SPD | |           | SPD       |
| Regierender Bürgermeister (ist zudem für das Ressort „Wissenschaft und Forschung“ zuständig) Senatskanzlei | Engelbert Lütke Daldrup (bis 6. März 2017) BER-Flughafenkoordinator                                                                   | Michael Müller                                                                |                                                                              | SPD | |           | SPD       |
| Regierender Bürgermeister (ist zudem für das Ressort „Wissenschaft und Forschung“ zuständig) Senatskanzlei | Frank Nägele (ab 14. April 2018) Verwaltungs- und Infrastrukturmodernisierung/Wachsende Stadt                                         | Michael Müller                                                                |                                                                              | SPD | |           | SPD       |
| Bürgermeister                                                                                              | | Klaus Lederer                                                                 |                                                                              | Die Linke | |           |           |
| Senator für Kultur und Europa                                                                              | Torsten Wöhlert Kultur | Klaus Lederer                                                                 |                                                                              | Die Linke | parteilos                                                                                           |           |           |
| Senator für Kultur und Europa                                                                              | Gerry Woop Europa | Klaus Lederer                                                                 |                                                                              | Die Linke | Die Linke                                                                                           |           |           |
| Bürgermeisterin                                                                                            | | Ramona Pop                                                                    |                                                                              | Bündnis 90/Die Grünen | |           |           |
| Senatorin für Wirtschaft, Energie und Betriebe                                                             | Henner Bunde (bis 12. Februar 2019) Barbro Dreher (ab 13. Februar 2019) Wirtschaft                                                    | Ramona Pop                                                                    |                                                                              | Bündnis 90/Die Grünen | CDU                                                                                                 |           |           |
| Senatorin für Wirtschaft, Energie und Betriebe                                                             | Henner Bunde (bis 12. Februar 2019) Barbro Dreher (ab 13. Februar 2019) Wirtschaft                                                    | Ramona Pop                                                                    | parteilos                                                                    | Bündnis 90/Die Grünen | |           |           |
| Senatorin für Wirtschaft, Energie und Betriebe                                                             | Christian Rickerts Digitalisierung | Ramona Pop                                                                    |                                                                              | Bündnis 90/Die Grünen | |           |           |
| Senator für Inneres und Sport                                                                              | | Andreas Geisel                                                                |                                                                              | SPD | Torsten Akmann Inneres                                                                              |           | SPD       |
| Senator für Inneres und Sport                                                                              | Christian Gaebler (bis April 2018) Aleksander Dzembritzki (ab Mai 2018) Sport                                                         | Andreas Geisel                                                                |                                                                              | SPD | |           | SPD       |
| Senator für Inneres und Sport                                                                              | Sabine Smentek Informationstechnologie                                                                                                | Andreas Geisel                                                                |                                                                              | SPD | |           | SPD       |
| Senatorin für Bildung, Jugend und Familie                                                                  | | Sandra Scheeres                                                               | SPD                                                                          | Mark Rackles (bis 10. April 2019) Beate Stoffers (seit 10. April 2019) Bildung                                            | SPD                                                                                                 |           |           |
| Senatorin für Bildung, Jugend und Familie                                                                  | Sigrid Klebba Jugend und Familie | Sandra Scheeres                                                               | SPD                                                                          | | SPD                                                                                                 |           |           |
| Senator für Finanzen                                                                                       | | Matthias Kollatz (bis 31. Juli 2018 Kollatz-Ahnen)                            | SPD                                                                          | Margaretha Sudhof (bis Juli 2019) Vera Junker (ab 10. September 2019) Vermögen, Beteiligungen, Steuerverwaltung, Personal | SPD                                                                                                 |           |           |
| Senator für Finanzen                                                                                       | Klaus Feiler (bis Oktober 2018) Fréderic Verrycken (ab Oktober 2018) Haushalt- und Finanzpolitik                                      | Matthias Kollatz (bis 31. Juli 2018 Kollatz-Ahnen)                            | SPD                                                                          | | parteilos                                                                                           |           |           |
| Senator für Finanzen                                                                                       | Klaus Feiler (bis Oktober 2018) Fréderic Verrycken (ab Oktober 2018) Haushalt- und Finanzpolitik                                      | Matthias Kollatz (bis 31. Juli 2018 Kollatz-Ahnen)                            | SPD                                                                          | SPD | |           |           |
| Senatorin für Gesundheit, Pflege und Gleichstellung                                                        | | Dilek Kalayci                                                                 | SPD                                                                          | Boris Velter (bis Dezember 2018) Martin Matz (ab Dezember 2018) Gesundheit                                                | SPD                                                                                                 |           |           |
| Senatorin für Gesundheit, Pflege und Gleichstellung                                                        | Barbara König (bis 31. August 2021) Gleichstellung                                                                                    | Dilek Kalayci                                                                 | SPD                                                                          | | SPD                                                                                                 |           |           |
| Senatorin für Integration, Arbeit und Soziales                                                             | | Elke Breitenbach                                                              |                                                                              | Die Linke | Alexander Fischer Arbeit und Soziales                                                               |           | Die Linke |
| Senatorin für Integration, Arbeit und Soziales                                                             | Daniel Tietze Integration | Elke Breitenbach                                                              |                                                                              | Die Linke | |           | Die Linke |
| Senator für Stadtentwicklung und Wohnen                                                                    | | Katrin Lompscher (bis 2. August 2020) Sebastian Scheel (seit 20. August 2020) | Die Linke                                                                    | Regula Lüscher (bis 31. Juli 2021) Stadtentwicklung, Senatsbaudirektorin                                                  | | parteilos |           |
| Senator für Stadtentwicklung und Wohnen                                                                    | Andrej Holm (bis 16. Januar 2017) Sebastian Scheel (14. Februar 2017 – 20. August 2020) Wenke Christoph (seit 25. August 2020) Wohnen | Katrin Lompscher (bis 2. August 2020) Sebastian Scheel (seit 20. August 2020) | Die Linke                                                                    | parteilos | |           |           |
| Senator für Stadtentwicklung und Wohnen                                                                    | Andrej Holm (bis 16. Januar 2017) Sebastian Scheel (14. Februar 2017 – 20. August 2020) Wenke Christoph (seit 25. August 2020) Wohnen | Katrin Lompscher (bis 2. August 2020) Sebastian Scheel (seit 20. August 2020) | Die Linke                                                                    | Die Linke | |           |           |
| Senator für Justiz, Verbraucherschutz und Antidiskriminierung                                              | | Dirk Behrendt                                                                 |                                                                              | Bündnis 90/Die Grünen | Martina Gerlach (bis 31. Juli 2019) Daniela Brückner (seit 1. August 2019) Justiz                   |           | parteilos |
| Senator für Justiz, Verbraucherschutz und Antidiskriminierung                                              | Margit Gottstein Verbraucherschutz und Antidiskriminierung                                                                            | Dirk Behrendt                                                                 |                                                                              | Bündnis 90/Die Grünen | Bündnis 90/Die Grünen                                                                               |           |           |
| Senatorin für Umwelt, Verkehr und Klimaschutz                                                              | | Regine Günther                                                                | Bündnis 90/Die Grünen seit dem 20. Juni 2019, zuvor parteilos für B’90/Grüne | Stefan Tidow Umwelt und Klimaschutz                                                                                       | Bündnis 90/Die Grünen                                                                               |           |           |
| Senatorin für Umwelt, Verkehr und Klimaschutz                                                              | Jens-Holger Kirchner (bis Dezember 2018) Ingmar Streese (ab Dezember 2018) Verkehr                                                    | Regine Günther                                                                | Bündnis 90/Die Grünen seit dem 20. Juni 2019, zuvor parteilos für B’90/Grüne | | Bündnis 90/Die Grünen                                                                               |           |           |